# Косовская операция (1944)
Косовская операция (сербохорв. Косовска операција / Kosovska operacija) — одно из ключевых сражений в Косово и Метохии в годы Второй Мировой войны, в ходе которого объединённые силы партизан Югославии, Албании, Болгарии и Италии пытались вытеснить немецкие войска из Косово и Метохии, а также разгромить силы албанских коллаборационистов. Успешно завершилась победой югославских партизан и их союзников и почти полным освобождением Косова от оккупантов.

## Предыстория
Албания была аннексирована Италией в 1939 году, и подавляющее большинство албанцев перешли на службу к итальянским окуупантам. После разгрома Югославии албанские коллаборационисты, стремясь захватить Косово и Метохию, при поддержке итальянцев и немцев стали организовывать карательные антиюгославские операции. Некоторые из албанцев были даже приглашены на службу в вермахт и СС (так появилась 21-я дивизия СС «Скандербег»). Однако среди албанцев нашлись и те, кто не признал власть итальянской оккупации и сменившей её немецкой оккупации — среди которых лидирующее положение занимали коммунисты и социалисты во главе с Энвером Ходжой. Они ушли в леса и горы и начали вести партизанскую войну, часто помогая партизанам Иосипа Броза Тито. Подавить это сопротивление не в силах были ни немцы, ни итальянцы, ни какие-либо коллаборационистские формирования: многочисленные карательные операции раздробили партизанскую армию, но не сломили боевой дух местного населения. А в октябре 1944 года на территорию Югославии вступили болгарские и советские войска, что вызвало всплеск партизанской активности на Балканах и привело к итоговому изгнанию немецких войск из Югославии.
После свержения в июле 1943 года Бенито Муссолини и перемирия в сентябре 1943 года большая часть итальянских войск в Албании, Югославии и Греции ушли в горы и леса для совместных действий с партизанами. Правительства Пьетро Бадольо и Иваноэ Бономи подписали соглашения с югославскими, албанскими и греческими партизанами для участия итальянской армии в освобождении этих стран от немецкой оккупации. Немцы заняли Албанию и Далмацию, расправившись с разоружёнными итальянцами, но множество итальянских сил сумели уйти к партизанам. Немцы в сентябре 1944 спешно вывели свои войска из Греции, поскольку они опасались возможного морского десанта британских войск, а греческое сопротивление отвлекло силы эсэсовцев и группы армий «E».
Болгария была де-юре союзницей Германии в годы Второй мировой войны, ведя борьбу против югославских партизан в Македонии и частично на востоке Сербии, а также в оккупированной Греции она боролась против греческих партизан. 9 сентября 1944 произошёл государственный переворот, и пронемецкое правительство Болгарии было свергнуто социалистическими и коммунистическими партизанами, а к власти пришло правительство Отечественного фронта — военная формирование «Звено», состоящее в основном из офицеров и солдат болгарской армии и членов Болгарского земледельческого народного союза. Болгария объявила войну Германии и её оставшимся союзникам, и болгарская армия была направлена на фронт против германских войск и их союзников.

## Положение на фронте
10 октября 1944 объединение 1-й группы армий НОАЮ с силами Красной Армии в общине Младеновац вкупе с освобождением Ниша 14 октября поставило под угрозу эвакуацию немецкой армии из Греции и её продвижение в Южную Мораву и Велику Мораву. Немцы вынуждены были идти в сторону Косово к Кралево и через Рашку в Приеполе. Чтобы обеспечить успешную эвакуацию, группа армий «E» вместе с боевой группой «Лангер» взяла Куршумлию и закрыла линию Прокупле-Подуево; боевая группа «Бредов» заняла линию Гнилане-Приштина. В помощь немцам были отправлены 10 тысяч албанских добровольцев.
После взятия Ниша 2-я болгарская армия при поддержке Верховного штаба НОАЮ направилась в сторону Косова поля, чтобы не дать немцам вырваться в долину Западной Моравы. В помощь болгарам Главный штаб НОАЮ в Сербии отрядил 24-ю и 46-ю сербские пехотные дивизии, а также 2-ю, 3-ю и 5-ю косовско-метохийские бригады.

## Силы сторон

### Немцы и их союзники
Из немецкого контингента в Косово оставались только:
- Боевая группа «Лангер» (3 пехотные роты, артиллерийская батарея, взвод лёгких танков)
- Боевая группа «Бредов» (6 пехотных батальонов, 3 артиллерийские батареи, 10 танков)
- Боевая группа «Скандербег»
- Остатки 21-й дивизии СС «Скандербег»
- Отряды албанских коллаборационистов
- Моряки кригсмарине (бежали из Греции)

### Югославия, Италия, Албания и Болгария
Каждая из стран отрядила свои силы для Косовской операции. Болгары отправили следующие вооружённые формирования:
- 2-я болгарская армия
- Болгарская танковая бригада
- 4-й болгарский кавалерийский полк
- Болгарский партизанский отряд из Полатны

От Югославии были отправлены:
- 24-я сербская дивизия
- 26-я Далматинская дивизия
- 1-я косовско-метохийская бригада
- 2-я косовско-метохийская бригада
- 3-я косовско-метохийская бригада
- 4-я косовско-метохийская бригада
- 5-я косовско-метохийская бригада

От Албании были отправлены:
- 3-я и 5-я бригады НОАА.

## Операция

### Бои в Косово
Подразделения 2-й болгарской армии (4-я дивизия и части танковой бригады) начали боевые действия с нападения на Куршумлию 15 октября 1944. Под их натиском боевая группа «Лангер» на следующий день отступила на расстояние двух километров к югу от Куршумлийской-Бани, где ей на помощь пришли батальон 22-й пехотной дивизии, артиллерийский дивизион, противотанковая батарея из 88-мм орудий и батарея гаубиц. Болгарские войска при помощи 17-й сербской бригады НОАЮ продолжили нападение: 17-я бригада начала окружение боевой группы, и та немедленно отступила на линию Преполац-Мердаре, где и закрепилась. Тем временем 12-я пехотная дивизия 2-й болгарской армии и 5-я косовско-метохийская бригада, наступая в направлении Лебане-Медведжя-Туларе, 18 октября вышли на линию Брвеник-Айкобила, где их задержали немецко-албанские войска. Отделившись от основной группы, отступавшей в Косово, четыре батальона и дивизион артиллерии добрались до боевой группы «Ландер», которая закрепилась на линии Медведжа-Приштина. У Буяновца 46-я сербская дивизия и 2-я конная болгарская дивизия, как и 2-я и 3-я косовско-метохийские бригады, безуспешно пытались сломить сопротивление боевой группы «Бредов».
23 октября 2-я болгарская дивизия и части НОАЮ перешли в наступление в направлениях Куршумлия-Подуево, Мердаре-Приштина и Буяновац-Гнилане-Приштина. В то же время штаб 2-й болгарской армии принял решение убрать 4-ю и 12-ю дивизию, бросив в бой 6-ю и 9-ю соответственно для захвата линии Куршумлия-Подуево. Немцы и албанцы не ожидали нанесения удара болгарами с этой стороны, поэтому 24-я сербская дивизия без особых усилий 23 октября взяла Углярски-Крш, Кртняк и Тачевац. 28 октября сербы были уже в Пакаштице и Байгоре, тесня левый фланг немецких войск в сторону Преполца и Косовской-Митровицы. В тот же день немцы и албанские коллаборационисты из района Црни-Врх, Подуево и Оштро-Копле нанесли контрудар, поставив 24-ю дивизию в трудное положение. Она потеряла 118 убитыми и 209 ранеными за один день, вследствие чего была отброшена на начальные позиции, где её позже сменила 22-я сербская дивизия.
Чтобы овладеть Малым Косовом, 1 ноября 2-я болгарская армия силами 4-й, 6-й и 12-й дивизий перешла в нападение и отбросила боевую группу «Лангер» на линию Бараина — Шайковац — Главник — Кодра-Голма. Группа, усиленная восемью батальонами, двумя артиллерийскими дивизионами и танковой ротой, попыталась удержать свои позиции и прикрыть группу армий «E», вследствие чего втянула в бой 9-ю дивизию. 12-я дивизия, усиленная 6-м пограничным полком, при помощи 4-й дивизии и танковой бригады поспешила на помощь 9-й дивизии и перешла в наступление 8 ноября в сторону Приштины: 6-я дивизия наступала к югу от Копаоника, прикрываемая 22-й дивизией НОАЮ. В боях за Калине, Главник, Лужан, Шайковац и Дражне-Чуке с 8 по 15 ноября немцы отразили все нападения 2-й болгарской армии и югославских подразделений, удержав свои позиции. У Буяноваца 46-я сербская, 2-я конная болгарская дивизии и 2-я и 3-я косовско-метохийские бригады 8 ноября атаковали позиции боевой группы «Бредов», которая в этот раз не выдержала и отступила. В тот же день 2-я конная дивизия вошла в Буяновац, а 16 ноября 25-я бригада 46-й дивизии заняла местечко Гнилане.
Осенью 1944 года в составе НОАА было 24 бригады. Среди бойцов НОАА были и бывшие воины 9-й итальянской армии в частности из дивизий «Ареццо» и «Флоренция», перешедшие на сторону партизан. Они завязали бои с немецкими войсками, отступавшими из Греции через территорию Албании, позволяя албанцам из 3-й и 5-й бригад нанести удар.

### Бои в Метохии
Левый фланг группы армий «E» в Метохии прикрывала боевая группа «Скандербег» — остатки разбитой одноимённой 21-й дивизии СС. С нею были также ещё 7 тысяч человек, в том числе 4 тысячи моряков кригсмарине, эвакуированных из Греции, и около 3 тысяч албанских коллаборационистов из организации «Бали Комбетар»: они удерживали города Печ, Джаковица и Призрен, контролируя дороги, соединяющие Косово и Метохию. Против них действовали 1-я и 4-я косовско-метохийские бригады НОАЮ, а также 3-я и 5-я албанские бригады. В середине ноября отступление немцев из Косово стало неизбежным, и 17 ноября боевая группа «Скандербег» под натиском противника стала отступать из Метохии: в тот же день силами 1-й косовско-метохийской и 3-й албанской бригад был взят Печ, а на следующий день 4-я косовско-метохийская и 5-я албанская бригады взяли Призрен, окончательно очистив Метохию от оккупантов.

### Конец боёв
16 ноября к югу от Косова поля начала отступление группа армий «E», а 17 ноября в бегство обратилась и боевая группа «Лангер». 2-я конная дивизия болгарской армии и 25-я бригада 46-й дивизии югославской армии взяли 19 ноября Приштину; 8-я бригада 22-й дивизии НОАЮ 20 ноября ворвалась в Вучитрн; 12-я бригада 22-й дивизии НОАЮ и болгарская танковая бригада 22 ноября взяли Косовску-Митровицу. Так завершилось освобождение Косова и Метохии от немецко-албанских войск. 22-я дивизия ушла в сторону Рашки, а 2-я болгарская армия — в сторону Лесковаца и Ниша. Впрочем, и в 1945 году отдельные отряды албанских коллаборационистов продолжали оказывать сопротивление в Косово и Метохии, но с ними боролись уже органы правопорядка Югославии.